# دولنی ژاندوو
دولنی ژاندوو (به چکی: Dolní Žandov) یک منطقهٔ مسکونی در جمهوری چک است که در ناحیه خب واقع شده‌است. دولنی ژاندوو ۴۱٫۳۲ کیلومتر مربع مساحت و ۱٬۲۰۸ نفر جمعیت دارد.